# Prix littéraire des collégien·ne·s
 (juin 2025).
Le Prix littéraire des collégien·ne·s, connu avant 2022 sous la graphie Prix littéraire des collégiens, est un prix littéraire décerné annuellement à une œuvre littéraire de fiction québécoise par un jury composé de cégépiens et collégiens provenant des quatre coins du Québec. Ces étudiants attribuent leur prix au terme d'un processus de lecture et de discussion. Chaque année, cinq œuvres québécoises de fiction parues dans le courant de l'année précédente sont ainsi choisies par un comité de présélection - comité formé de critiques et de spécialistes de la littérature - et soumises à l'appréciation des jeunes jurés. Le Prix littéraire des collégien·ne·s est remis au printemps dans le cadre du Salon international du livre de Québec et son lauréat reçoit une bourse de 5 000 dollars. Cinq femmes l'ont remporté depuis 2003.

## Historique
Le prix est né en 2003 de la réunion de deux initiatives distinctes. La première est celle du Cégep de Sherbrooke avec sa participation au prix Goncourt des lycéens en 2000 et la seconde, celle du Collège Montmorency avec la création en 2002 du prix littéraire intercollégial. Cette action entraîne peu après la mise sur pied d'un groupe de travail qui regroupe une quinzaine de collèges et un groupe externe, la fondation Marc-Bourgie, pour fonder le Prix littéraire des collégiens. En 2004, Ook Chung devient le premier récipiendaire du prix unifié. 
Depuis 2019, le Réseau intercollégial des activités socioculturelles du Québec (RIASQ) organise le Prix, auquel à ce jour, plus de soixante cégeps et collèges y participent. 
En raison du contexte sanitaire de la pandémie de COVID-19, les délibérations des éditions 2020 et 2021 se sont exceptionnellement tenues en visioconférence.
Le prix porte officiellement le nom « Prix littéraire des collégien·ne·s » depuis fin 2022, " pour assurer la représentation de toute la communauté étudiante",.

## Lauréats

### Années 2000
- 2004 : Contes Butô de Ook Chung (lauréat)
  - Discours de réception de Yves Gosselin
  - Adieu, Betty Crocker de François Gravel
  - La Héronnière de Lise Tremblay
  - Le Cahier noir de Michel Tremblay

- 2005 : Anna pourquoi de Pan Bouyoucas (lauréat)
  - Le Pendu de Trempes de Andrée A. Michaud
  - Le Retour d'Afrique de Francine D'Amour
  - Folle de Nelly Arcan
  - Les yeux des autres de Michèle Péloquin

- 2006 : Nikolski de Nicolas Dickner (lauréat)
  - Fugueuses de Suzanne Jacob
  - Après la nuit rouge de Christiane Frenette
  - Le sort de fille de Michael Delisle
  - Ainsi font-elles toutes de Clara Ness

- 2007 : Hadassa de Myriam Beaudoin (lauréate)
  - Votre appel est important de Normand de Bellefeuille
  - Alia de Mélikah Abdelmoumen
  - Parents et amis sont invités à y assister de Hervé Bouchard
  - La traduction est une histoire d'amour de Jacques Poulin

- 2008 : Catastrophes de Pierre Samson (lauréat)
  - Ce n'est pas une façon de dire adieu de Stéfani Meunier
  - Pourquoi faire une maison avec ses morts de Élise Turcotte
  - Espèces en voie de disparition de Robert Lalonde
  - La sœur de Judith de Lise Tremblay

- 2009 :

### Années 2010
- 2010 : La Foi du braconnier de Marc Séguin (lauréat)
  - L'Énigme du retour de Dany Laferrière
  - Joies d'Anne Guilbeault
  - L'Œil de Marquise de Monique LaRue
  - Discours sur la tombe de l'idiot de Julie Mazzieri

- 2011 : La Constellation du Lynx de Louis Hamelin (lauréat)
  - Mon nom est Personne de David Leblanc
  - Les Larmes de saint Laurent de Dominique Fortier
  - Tiroir No. 24 de Michael Delisle
  - La Respiration du monde de Marie-Pascale Huglo

- 2012 : Il pleuvait des oiseaux de Jocelyne Saucier (lauréate)
  - Arvida de Samuel Archibald
  - Le Sablier des solitudes de Jean-Simon DesRochers
  - Les Derniers Jours de Smokey Nelson de Catherine Mavrikakis
  - Polynie de Mélanie Vincelette

- 2013 : La Fiancée américaine de Éric Dupont (lauréat)
  - Et au pire, on se mariera de Sophie Bienvenu
  - Le Christ obèse de Larry Tremblay
  - Mayonnaise de Éric Plamondon
  - Qui de nous deux de Gilles Archambault

- 2014 : Guano de Louis Carmain (lauréat)
  - Mensonges de Christiane Duchesne
  - Artéfact de Carl Leblanc
  - Nina de Patrice Lessard
  - Chanson française de Sophie Létourneau

- 2015 : L'Orangeraie de Larry Tremblay (lauréat)
  - Fais pas cette tête de Jean-Paul Beaumier
  - Le Feu de mon père de Michael Delisle
  - La Ballade d'Ali Baba de Catherine Mavrikakis
  - Bondrée de Andrée A. Michaud

- 2016 : L’Année la plus longue de Daniel Grenier (lauréat)
  - Demoiselles-cactus de Clara B.-Turcotte
  - Six degrés de liberté de Nicolas Dickner
  - La Nageuse au milieu du lac de Patrick Nicol
  - Ce qu’il reste de moi de Monique Proulx

- 2017 : Le Poids de la neige de Christian Guay-Poliquin (lauréat)
  - Les Maisons de Fanny Britt
  - Mektoub de Serge Lamothe
  - Des femmes savantes de Chloé Savoie-Bernard
  - Le Continent de plastique de David Turgeon

- 2018 : Royal de Jean-Philippe Baril Guérard (lauréat)
  - De bois debout de Jean-François Caron
  - Au grand soleil cachez vos filles de Abla Farhoud
  - Le Plongeur de Stéphane Larue
  - Le Corps des bêtes de Audrée Wilhelmy

- 2019: Ce qu’on respire sur Tatouine de Jean-Christophe Réhel (lauréat)
  - Créatures du hasard de Lula Carballo
  - Les Villes de papier de Dominique Fortier
  - De synthèse de Karoline Georges
  - Querelle de Roberval de Kevin Lambert

### Années 2020
- 2020: Shuni de Naomi Fontaine (lauréat)
  - Suzanne Travolta d'Élisabeth Benoit
  - Les offrandes de Louis Carmain
  - L'évasion d'Arthur ou la commune d'Hochelaga de Simon Leduc
  - Ouvrir son cœur d'Alexie Morin
- 2021: Ténèbre de Paul Kawczak (lauréat)[5]
  - Le Mammouth de Pierre Samson
  - Une joie sans remède de Mélissa Grégoire
  - Tireur embusqué de Jean-Pierre Gorkynian
  - Chasse à l'homme de Sophie Létourneau

- 2022: Là où je me terre de Caroline Dawson (lauréat)[5],[6]
  - Tout est ori de Paul Serge Forest
  - Mille secrets mille dangers d'Alain Farah
  - Mukbang de Fanie Demeule
  - Valide de Chris Bergeron
- 2023: Mélasse de fantaisie de Francis Ouellette (lauréat)[7]
  - Morel de Maxime Raymond Bock
  - Enlève la nuit de Monique Proulx
  - Les marins ne savent pas nager de Dominique Scali
  - Le fil du vivant d'Elsa Pépin
- 2024: La version qui n'intéresse personne d'Emmanuelle Pierrot (lauréat)[8]
  - Mise en forme de Mikella Nicol
  - Le compte est bon de Louis-Daniel Godin
  - La blague du siècle de Jean-Christophe Réhel
  - Ce que je sais de toi d'Éric Chacour
- 2025: Poudreuse de Sophie Lalonde-Roux (lauréat)[9]
  - Amiante de Sébastien Dulude
  - Petite-Ville de Mélikah Abdelmoumen
  - Rue Duplessis de Jean-Philippe Pleau
  - Tout me revient maintenant de Jean-Michel Fortier